# Pyrinia phoebeata
Pyrinia phoebeata là một loài bướm đêm trong họ Geometridae.